# Stazione di Tralee
La stazione di Tralee Casement è lo scalo terminale della Mallow–Tralee che fornisce servizio all'omonima città, nella contea di Kerry, Irlanda.
È servita dagli InterCity della Iarnród Éireann (IÉ) provenienti da Dublino Heuston, Cork Kent e Mallow.

## Storia
La stazione fu costruita dalla Great Southern and Western Railway (GS&WR) e fu aperta il 18 luglio 1859 assieme alla linea ferroviaria proveniente da Mallow. Fu, inizialmente, chiamata Tralee South, per distinguerla dallo scalo della linea per Ballingrane appartenente alla concorrente Waterford and Limerick Railway (WLR). Fu, poi, ribattezzata col nome attuale in onore di Roger Casement, uno dei patrioti leader della Rivolta di Pasqua del 1916, condannato a morte e giustiziato tramite fucilazione alla fine della stessa, in seguito alla soppressione inglese.
Un incidente molto grave avvenne alle 06:20 del 24 aprile 1901. Il treno postale delle 2:30 del mattino da Mallow non riuscì a frenare e, quindi, si scontrò con il capolinea ad una velocità di 45 km/h. Il macchinista e una guardia che passeggiava sulla banchina morirono all'istante.
In seguito, la stazione divenne capolinea, anche, della sopracitata linea per Ballingrane e di quella per Fenit. La prima fu definitivamente soppressa e disarmata negli anni ottanta del XX secolo, mentre la seconda è formalmente attiva, sebbene i binari del piazzale della stazione di Tralee, lato Fenit, siano stati rimossi nel corso del 1992.

## Movimento
La stazione è servita da una sola coppia di treni InterCity Iarnród Éireann Dublino Heuston–Tralee ai quali si aggiungono sette-otto treni per direzione sulla relazione Mallow–Tralee. Le corse di questa relazione sono ridotte la domenica.

## Servizi
- Servizi igienici
- Capolinea autolinee
- Biglietteria a sportello
- Biglietteria self-service
- Distribuzione automatica cibi e bevande